# Uszo to Chameleon
Az Uszo to Chameleon (嘘とカメレオン; Hepburn: Uso to kamereon, ’Hazugság és egy kaméleon’; rövidítve Uszokame, angol nevén Lie and a Chameleon) öttagú japán rockegyüttes. Lemezkiadójuk 2018 óta a King Records.

## Az együttes története

### 2014–16: Megalakulás és a kezdetek
Az együttes 2014. április 1-jén alakult a tokiói Simokitazavában. 2014 augusztusában a Simokitazava ReG koncertteremmel közös szervezésben „Oto no naru ki” (音の鳴る木) címmel koncertet adtak. Az év égén a kezdeti felálláshoz (Cham énekes, Kanno Júta gitáros, Vatanabe Szószuke gitáros és Takura Júki dobos) csatlakozott Sibue Aszahi basszusgitáros. 2015 decemberében Takura Júki dobos kilépett a zenekarból, helyére Aojama Takumi állt, kezdetben turnézenészként.

### 2016–18: Független kiadós lemezszerződés,Joszó va uszo jo
2016. december 11-én Szaredo kidzsucusi va szai vo furu (されど奇術師は賽を振る) címmel feltöltötték az együttes YouTube-fiókjára az első videóklipjüket, amely annak ellenére, hogy semmiféle promócióban nem részesült, hat hónap alatt mégis 1,4 millió megtekintést ért el. 2017. április 1-jén Aojama Takumi dobos hivatalosan is a zenekar tagja lett. 2017. június 24-én újabb videóklipet tettek közzé N-si ni cuite (N氏について) címmel. Ugyanezen napon megtartották első szólókoncertjüket. 2017. szeptember 6-án a Heart Lead Records független lemezkiadó megjelentette a Joszó va uszo jo című bemutatkozó középlemezüket, mely a huszonötödik helyen mutatkozott be az Oricon eladási listáján.

### 2018–: Nagykiadós lemezszerződés
Az együttes 2018 elején lemezszerződést kötött a Kinggel.

## Az együttes tagjai
- Cham (チャム vagy „．△”?)

Énekes. Beceneve Cham-szan (チャムさん)
Születésnapja február 18-án van, a Hirosima prefektúrában született
- Kanno Júta (菅野悠太?)

Gitáros. Beceneve Pjon-kicsi (ピョン吉) és Pjon-szan (ピョンさん)
Születésnapja január 1-jén van, a Fukusima prefektúrában született
A Bump of Chicken és a Lost in Time együttesek voltak rá hatással
- Vatanabe Szószuke (渡辺壮亮?) (1992. április 28. (32 éves))

Gitáros és háttérénekes. Beceneve Szószuke-szan (そうすけさん) és Szó-csan (そうちゃん)
Az Ibaraki prefektúrában született
Védjegyévé vált, hogy a koncerteken és a videóklipekben Coca-Colát iszik
- Sibue Aszahi (渋江アサヒ?) (1992. december 26. (32 éves))

Basszusgitáros. Beceneve Aszahi-szan (アサヒさん)
A Kanagava prefektúrában született
Kedveli a 9mm Parabellum Bullet és a Siricu Ebiszu Csúgaku együttesek dalait
A Girugamesh és más visual kei-előadók dalait is hallgatta
- Aojama Takumi (青山拓心?)

Dobos. Egy ideig csak turnézenészként volt jelen az együttesben, azonban 2017. április 1-je óta teljes körű tag

### Korábbi tagok
- Takura Júki (タクラユウキ?)

Dobos. 2015 decemberében kilépett az együttesből

## Diszkográfia

### Középlemezek
| # | Megjelenés          | Cím              | Oricon |
| - | ------------------- | ---------------- | ------ |
| 1 | 2017. szeptember 6. | Joszó va uszo jo | 25     |

### Videóklipek
| Rendező        | Dal                                |
| -------------- | ---------------------------------- |
| Cuboi Takahiro | Szaredo kidzsucusi va szai vo furu |
| Cuboi Takahiro | N-si ni cuite                      |